# The Big Race (film, 1933)
Pour plus de détails, voir Fiche technique et Distribution.
The Big Race est un film américain réalisé par Fred C. Newmeyer et sorti en 1933.

## Fiche technique
- Réalisation : Fred C. Newmeyer
- Scénario : Hugh Cummings
- Production : Screencraft Productions
- Producteur : Al Alt
- Photographie : George Meehan
- Genre : Drame, course de chevaux[1]
- Lieu de tournage :  Mascot Studios, Hollywood, Los Angeles
- Montage : S. Roy Luby
- Durée : 68 minutes (7 bobines)[1]
- Date de sortie : 1er décembre 1933 (USA)

## Distribution
- Boots Mallory : Patricia
- John Darrow : Bob Hamilton
- Paul Hurst : Skipper O'Neal
- Frankie Darro : Knobby
- Phillips Smalley : Hamilton Sr.
- Jack Perrin : Riley
- Seymour Zeliff : Ezra Ferguson
- James Flavin : Bill Figg
- Ted Adams : The Big Boss (non crédité)